# Psaliodes catenifera
Psaliodes catenifera là một loài bướm đêm trong họ Geometridae.